# Cəbrayıl Həsənov
Cəbrayıl Həsənov (Suparibağ, 24 febbraio 1990) è un lottatore azero, specializzato nella lotta libera, medaglia di bronzo alle Olimpiadi di Rio de Janeiro 2016 nella categoria fino a 74 kg.

## Palmarès
- Giochi olimpici

Rio de Janeiro 2016: bronzo nei 74 kg.
- Mondiali

Mosca 2010: bronzo nei 66 kg.
Istanbul 2011: bronzo nei 66 kg.
Budapest 2018: argento nei 79 kg.
Nur-Sultan 2019: argento nei 79 kg.
- Europei

Vilnius 2009: argento nei 66 kg.
Baku 2010: oro nei 66 kg.
Dortmund 2011: oro nei 66 kg.
Vantaa 2014: argento nei 74 kg.
Riga 2016: argento nei 74 kg.
Kaspiysk 2018: bronzo nei 79 kg.
Bucarest 2019: oro nei 79 kg.
Roma 2020: bronzo nei 79 kg.
- Giochi europei

Baku 2015: bronzo nei 74 kg.
- Universiadi

Kazan' 2013: argento nei 74 kg.